# Nuwara Elija (dystrykt)
Dystrykt Nuwara Elija (syng. නුවරඑළිය දිස්ත්‍රික්කය, Nuvara Eḷīya distrikkaya; tamil. நுவரேலியா மாவட்டம, Nuvareliyā māvaṭṭam; ang. Nuwara Eliya District) – jeden z 25 dystryktów Sri Lanki położony w południowej części Prowincji Środkowej.  
Stolicą jest miasto Nuwara Elija, zamieszkane przez 27 500 mieszkańców (2011). Administracyjnie dystrykt dzieli się na pięć wydzielonych sekretariatów.

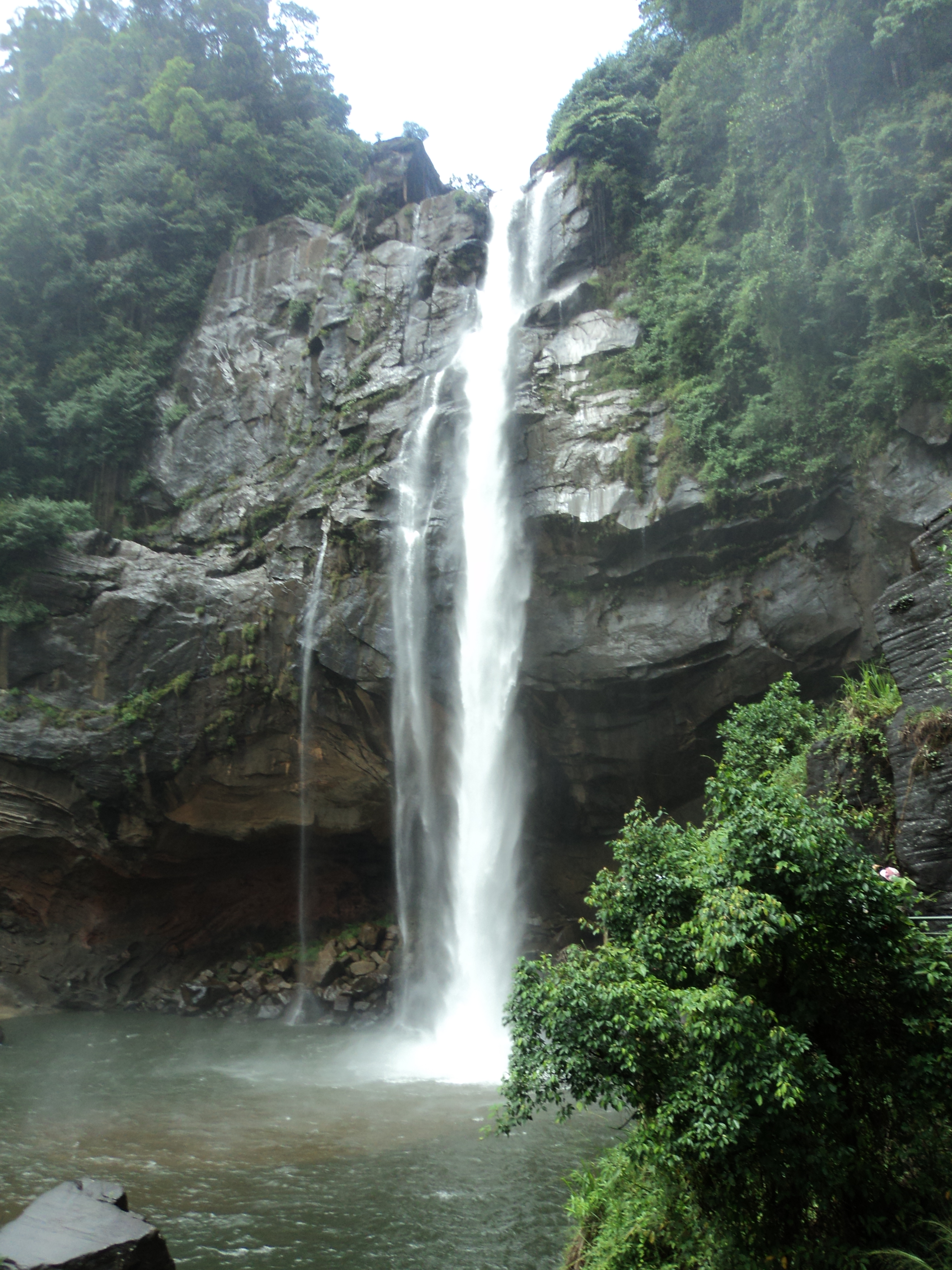

## Geografia
Większą część obszaru dystryktu zajmują góry, między innymi: Pidurutalagala, Kirigalpotta, Hakgala, pocięte głębokimi dolinami. 

## Ludność
W 2012 roku populacja dystryktu wynosiła 731 415 osób. Ludność jest podzielona etnicznie. Tamilowie stanowią 57,02%, Syngalezi 40,17% a Maurowie lankijscy 2,5%
Największą grupę religijną stanowią wyznawcy hinduizmu, 51,1%, i buddyzmu 39,1% dalej katolicy 4,6%, wyznawcy islamu 3%, a inne odmiany chrześcijaństwa 2%.